# Souro
Souro ist ein osttimoresischer Suco im Verwaltungsamt Lospalos (Gemeinde Lautém).

## Geographie

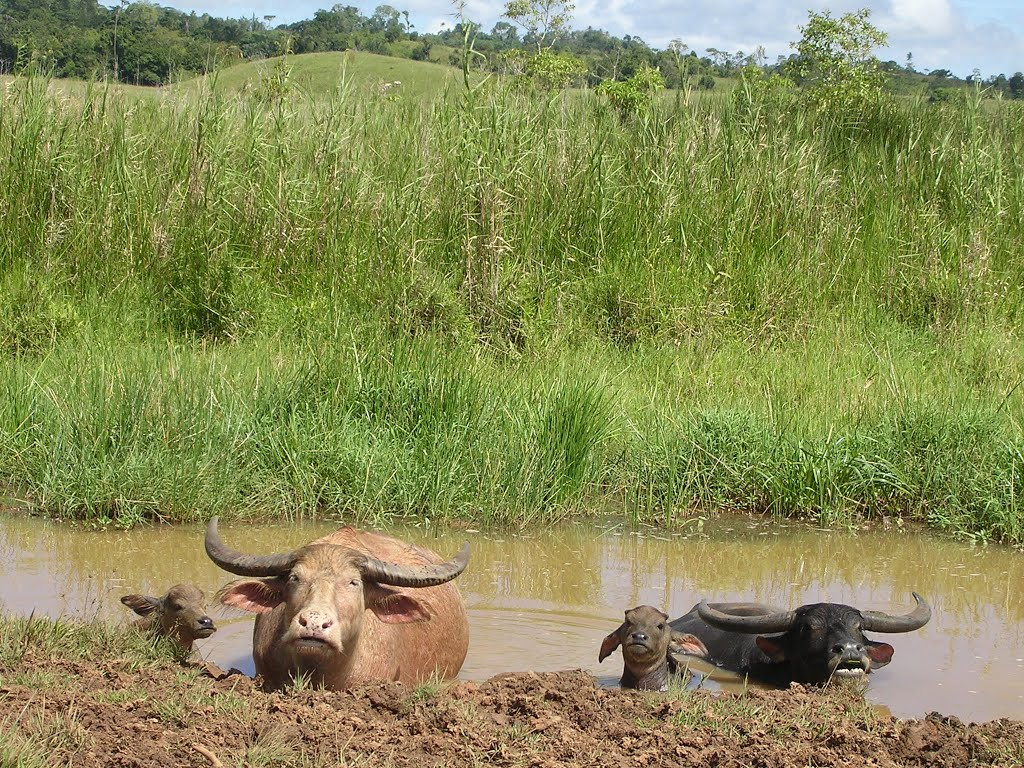
Wasserbüffel im Osten Souros

Der Suco liegt im Westen des Verwaltungsamts Lospalos. Im Norden grenzt er an den Suco Home, im Osten an Fuiloro, im Südosten an Lore II, im Süden an Lore I, im Südwesten an Cacavei und im Westen an Leuro. Der Fluss Vahraru fließt entlang eines Teils der Grenze zu Cacavei, bevor er in den Tchino mündet, dem Grenzfluss zu Lore I. Der kleine Fluss Paunara der im Westen des Sucos entspringt ist einer der Quellflüsse des Namaluto. Vor der Gebietsreform 2015 hatte Souro eine Fläche von 43,40 km². Nun sind es 38,82 km², nachdem an der Ostgrenze einige Gebiete an Fuiloro und Lore II abgegeben wurden.
Der Ort Souro liegt im Norden des Sucos auf einer Meereshöhe von 316 m. Es wird aus den Ortsteilen Louro (Lauro, Leuro), Souto und Nairete (Naitele) gebildet. Souro verfügt über eine Grundschule und einen medizinischen Posten.
Nordwestlich des Siedlungszentrums Souro liegt der Ort Caino.  Südlich vom Ort Souro führt die überregionale Straße von Lospalos nach Iliomar quer durch den Suco. An ihr liegen die Dörfer Foema’a (Foema) und Nanacuro. Nanacuro hat eine Grundschule. Etwas weiter südöstlich liegt das Dorf Omocano (Omucano). Der Ort Soru-Lua (Sorolua) liegt im äußersten Westen des Sucos, jenseits des Flusses Paunara, direkt an der Grenze zu Cacavei und Leuro. Etwas weiter östlich liegt der Ort Comilara. Im Osten des Sucos befinden sich die Orte Maurotubuka, Vaurotubuka, Tchaivatcha Lama (Chaiuacha Lama, Tchaivatxa Lama) und Haitupuca.
In Souro befinden sich die sieben Aldeias Foema’a, Louro, Nairete, Nanacuro, Omocano, Soru-Lua und Tchaivatcha.

## Einwohner
Souro hat 2.886 Einwohner (2022), davon sind 1.438 Männer und 1.448 Frauen. Im Suco gibt es 606 Haushalte. Über 97 % der Einwohner geben Fataluku als ihre Muttersprache an. Minderheiten sprechen Tetum Prasa oder Tetum Terik.

## Geschichte
1976 floh der Großteil der Bevölkerung vor der indonesischen Invasion zum Matebian und kehrte erst 1978 wieder in die Region zurück. Zunächst wurden die Rückkehrer in der Stadt Lospalos interniert, später durften sie in ihre Heimat-Sucos zurückkehren, auch wenn ganze Dörfer, wie zum Beispiel Tchaivatcha, zur besseren Überwachung zwangsumgesiedelt wurden.
Am Abend des 21. Juli 1985 lud Luís Monteiro, ein Sohn des Liurais von Cacavei und Mitglied der UDT, Kämpfer der osttimoresischen FALINTIL zu einem Treffen ein, bei dem auch Alkohol getrunken wurde. Diese Feier stellte sich aber als Hinterhalt heraus. Kämpfer der indonesischen Zivilverteidigung (Hansip) griffen die FALINTIL-Kämpfer an. Neun FALINTIL-Kämpfer wurden getötet. Auf indonesischer Seite gab es drei Tote und einen Verwundeten. Unter den Todesopfern auf indonesischer Seite war auch Luís Monteiro.
An die „Tchaivatcha-Tragödie“ erinnert seit 2015 ein Denkmal auf einem Hügel, etwa einen Kilometer von Tchaivatcha entfernt, das Präsident Taur Matan Ruak und der ehemalige Premierminister Xanana Gusmão am Jahrestag einweihten.

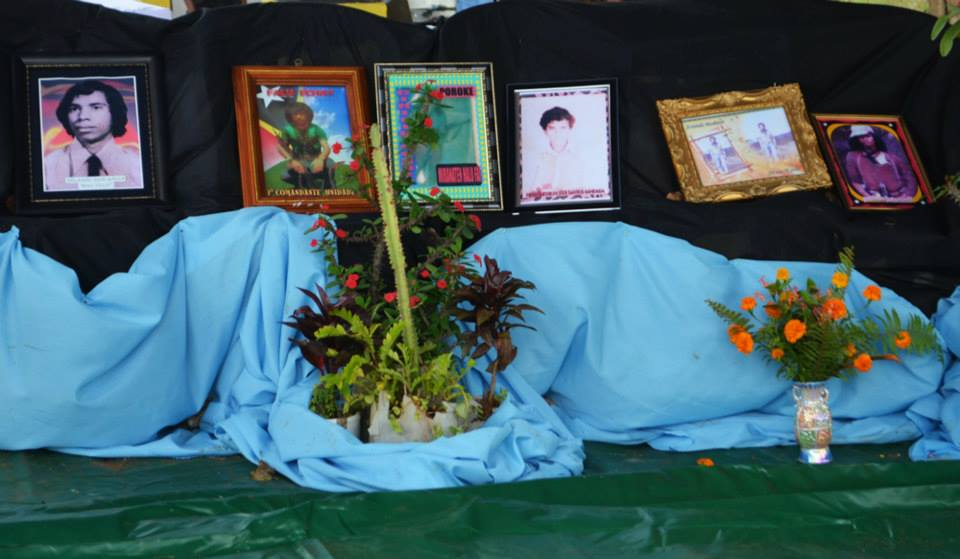
Bilder der Gefallenen am Denkmal

Die gefallenen FALINTIL-Kämpfer sind auf Fotos am Denkmal abgebildet:
1. Miguel Pereira (Kampfname Falutxai), Kommandant der Roten Brigade, gebürtig aus Lospalos
2. Orlando José Maria (Kampfname Mauvelis), Politkommissar aus Mehara
3. Hermenegildo dos Santos Gândara (Kampfname Herman), Zugführer (CMDT Pelotão) aus Bauro
4. Zeca Rocha, Soldat aus Lore I
5. Armindo Monteiro (Kampfname Maukady), Soldat aus Baduro
6. Cirilo Correia, Abschnittskommandant aus Tchaivatcha
7. João Paulo, Soldat aus Souro
8. Américo da Costa (Kampfname Sanak), Soldat aus Lore II
9. Salvador Nogueira (Kampfname Sala), Abschnittskommandant aus Lore I

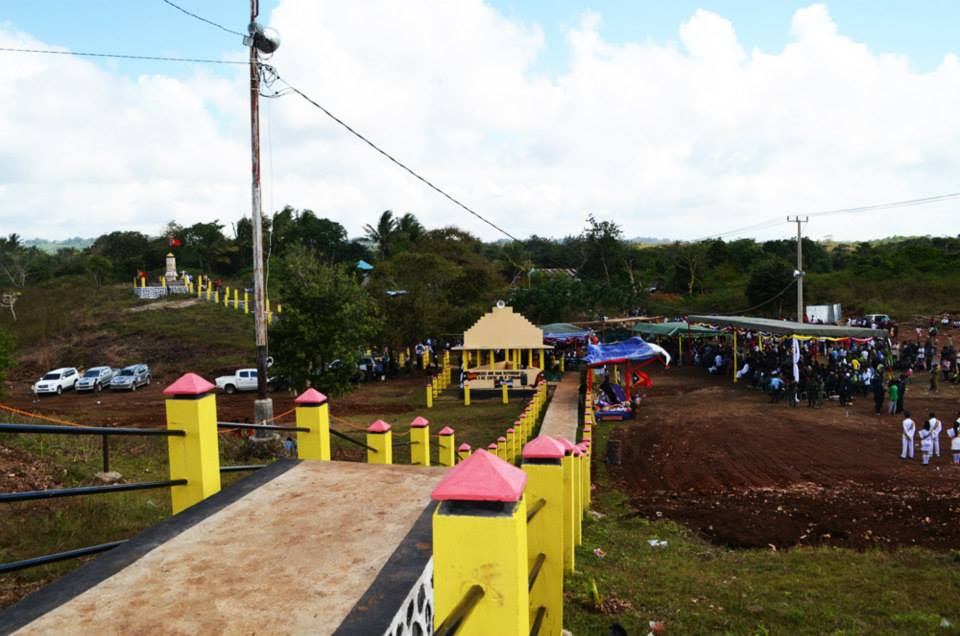
Weg zum Denkmal
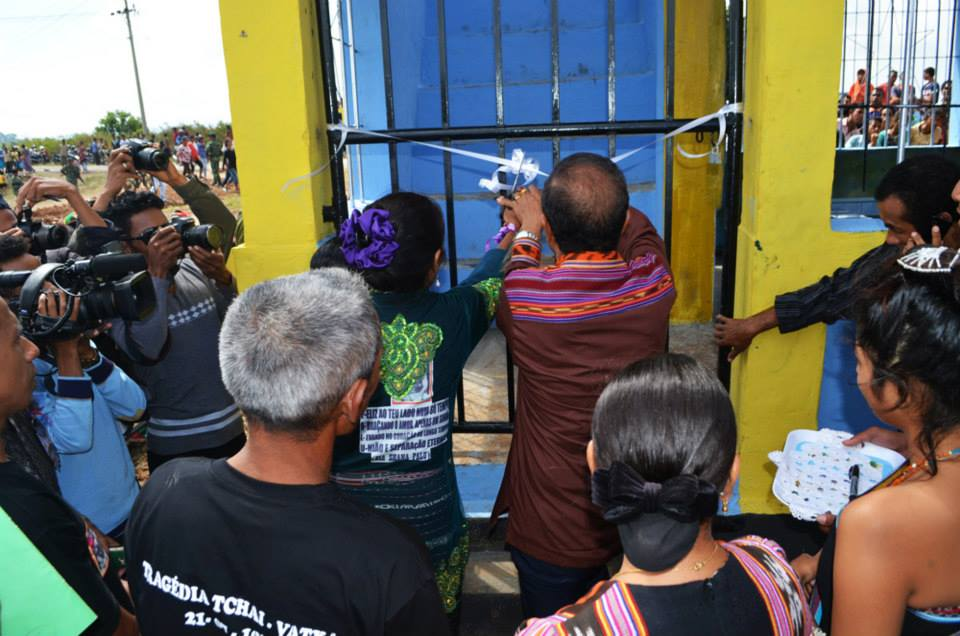
Einweihung durch Taur Matan Ruak und seine Frau Isabel da Costa Ferreira
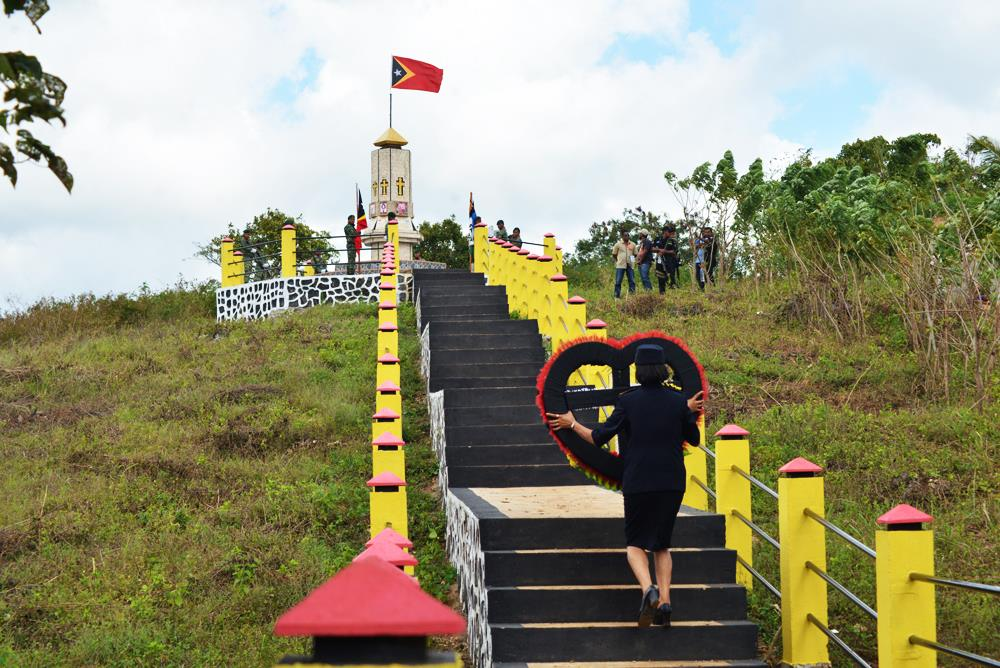
Kranzniederlegung bei der Einweihung

## Politik
Bei den Wahlen von 2004/2005 wurde Luis Nunes zum Chefe de Suco gewählt. Bei den Wahlen 2009 gewann Estevão da Costa Pereira und wurde 2016 in seinem Amt bestätigt.

## Persönlichkeiten
- Francelina Cabral (* 1985), Mountainbikerin und Olympiateilnehmerin